# Darby Stanchfield

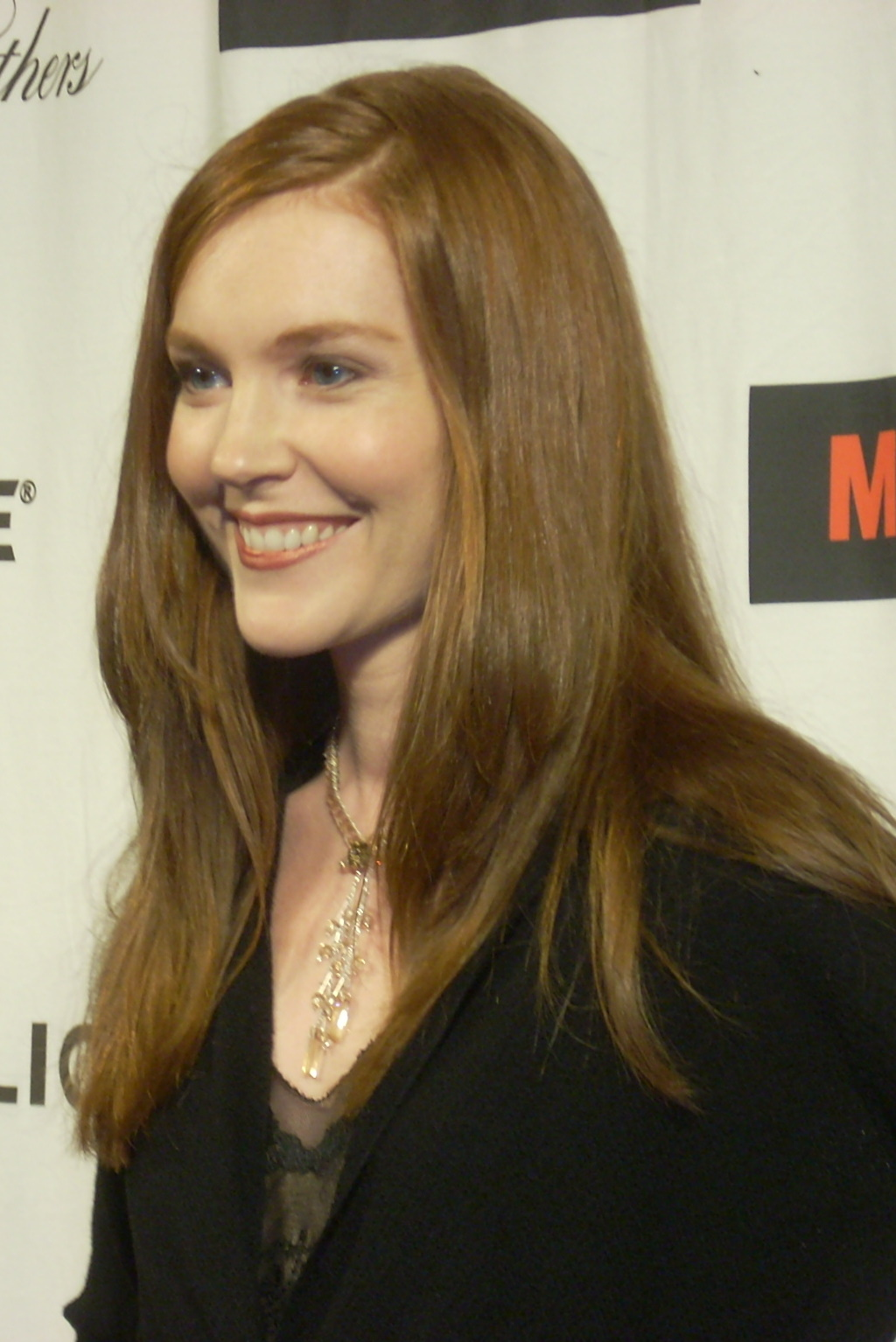
Stachfield v divadle El Rey, Los Angeles v říjnu 2008

Darby Leigh Stachfield (* 29. dubna 1971 Kodiak, Aljaška) je americká herečka. Nejvíce se proslavila rolí Abby Whelan v politickém seriálu ABC Skandál (2012–2018). Je známá také díky rolím April Green v postapokalyptickém seriálu CBS Jericho (2006–2007) a jako Helen Bishop v dobovém seriálu AMC Šílenci z Manhattanu (2007–2008). V roce 2020 začala hrát jako Nina Locková ve fantasy hororovém seriálu Netflixu Zámek a klíč.

## Raný život
Narodila a vyrostla na ostrově Kodiak na Aljašce, kde byl její otec komerčním rybářem. Později se přestěhovala do Dutch Harbor na Aleutských ostrovech a nakonec na Mercer Island poblíž Seattlu. Studovala na University of Puget Sound, kterou dokončila v roce 1993 s titulem v oboru komunikace a vedlejším oborem divadla. Vystudovala American Conservatory Theatre v San Franciscu.

## Kariéra

### 2000–2011
Svou kariéru začala v divadle a debutovala v televizi v epizodě kriminálního dramatu CBS Diagnóza vražda v roce 2000. Později se objevila v řadě televizních pořadů, včetně dramat Angel, Můj přítel Monk, Americké sny, Silná medicína, Beze stopy, Plastická chirurgie s. r. o., Sběratelé kostí, Odložené případy a Mentalista, a také v sitcomech That '80s Show, Všechno je relativní a Jak jsem poznal vaši matku. V celovečerních filmech měla hlavní ženskou roli po boku Joshe Duhamela ve stejnojmenné adaptaci románu Oscara Wilda Obraz Doriana Graye z roku 2004 a hrála hlavní roli manželky Nathana Filliona v komediálním dramatu Servírka (2007). Později se objevila v řadě nezávislých filmů.
Od roku 2006 do roku 2007 byla pravidelným členem postapokalyptického seriálu CBS Jericho jako April Green. V roce 2007 hrála Amelii Joffe (nahradila Annie Wersching na dva týdny v květnu) v denní telenovele ABC, Všeobecná nemocnice. Později byla obsazena do opakující se role Helen Bishopové v seriálu Šílenci z Manhattanu, kde se objevila v pěti epizodách. Hrála také Shannon Gibbs, první manželku Marka Harmona, v krimiseriálu CBS Námořní vyšetřovací služba, kde se objevila v sedmi epizodách od roku 2006 do roku 2015. Hostovala také jako Meredith, první bývalá dáma titulního hrdiny, v komediálně-dramatickém seriálu ABC Castle na zabití v roce 2009 a v roce 2013.

### 2012–současnost
V březnu 2011 ji Shonda Rhimes obsadila do svého politického seriálu Skandál. Předtím měla hostující roli v soukromé praxi Shondy Rhimes v roce 2008. Seriál byl debutován na ABC 5. dubna 2012. Hraje roli Abby Whelanové, vyšetřovatelky ve firmě s hlavní postavou a později tiskové tajemnice Bílého domu. Seriál má sedm sezón a 124 epizod, které skončily v roce 2018. V roce 2017 režírovala všech šest epizod Hledá se gladiátor, webového seriálu, který byl debutován před premiérou šesté sezóny a obsazuje Guillerma Diaze v roli Hucka, Katie Lowes v roli Quinna, Cornelia Smithe Jr. v roli Marcuse a George Newberna v roli Charlieho. V roce 2018 režírovala jednu epizodu poslední série s názvem „Hluk“.
Během let si zahrála v řadě filmů. Objevila se v kriminálním hororovém thrilleru Carnage Park (2016), který měl premiéru na filmovém festivalu Sundance, a hrála po boku Razy Jaffrey a Stany Katic ve filmu Rendezvous (2017). Hrála po boku Emily Bett Rickards a Meaghan Rath v mysteriózním hororu Klinika. V roce 2018 byla obsazena jako matka hlavní postavy v dramatu Justine. Také hrála matku hlavní postavy v romantickém dramatu z roku 2020 Hvězda režisérky Julie Hart.
30. ledna 2019 bylo oznámeno, že byla obsazena do pravidelné role Niny Lockové v seriálu o nadpřirozeném dramatu Netflix Zámek a klíč. První série měla premiéru 7. února 2020 za pozitivních recenzí od kritiků.